# 大本恭敬
大本 恭敬（おおもと きょうけい、1935年 - 2025年1月5日）は、日本の発声指導家、ボイストレーナー、作曲家・編曲家、歌手。本名は名前の読み方が、たかひろである。大阪府出身。音楽療法士、日本作曲家協会会員、日本音楽著作家連合会会員、日本音楽著作権協会正会員。

## 略歴
- 1957年：夏目三郎の芸名で歌手デビュー。その後、作曲家に転身した。
- 1964年：大本恭敬ヴォイス・トレーニングルームを設立。日本音響研究所所長の鈴木松美と共に日本の声の研究家として知られる様になる。
- 1974年 - 1984年：日本テレビ『スター誕生!』の審査員（肩書きは作曲家）を務める。
- 1990年 - 2001年：日本テレビ『ルックルックこんにちは･ドキュメント女ののど自慢』審査員を務める（肩書きは声楽家）。
- 1996年・1999年：カーネギーホールでリサイタル開催。
- 2000年・2002年：ホノルル・ハワイシアターでリサイタル開催。
- 2005年：｢日韓国交正常化40周年記念国際親善歌謡大会｣開催。Coexホールで開催。
- 2025年：1月5日、老衰のため死去。享年90[1]。

## 主なレッスン受講者
- 秋野暢子
- 浅野ゆう子
- うつみ宮土理
- 大竹しのぶ
- 荻野目洋子
- 河合奈保子
- 岸本加世子
- 倉田まり子
- 小泉今日子
- 郷ひろみ
- 古手川祐子
- 西城秀樹
- 岩崎宏美
- 酒井法子
- 桜井幸子
- 篠ひろ子
- チェリー
- 中森明菜

ほか

## 楽曲提供作品
※全て作曲作品
- 黒木憲
  - 「涙にむせんで」（1968年／作詞：丹古晴己、編曲：荒木圭男）
- 水原弘
  - 「忍びのテーマ」（1969年／作詞：李春子、編曲：川口真）
    - テレビアニメ「忍風カムイ外伝」主題歌
- 北原ミレイ
  - 「その時花はアカシアだった」（1970年／作詞：橋本淳、編曲 有明春樹）
  - 「あなたのお部屋」（1971年／作詞：橋本淳、編曲：有明春樹）
- 美保幸代
  - 「月青くして」（1972年／作詞：かわいひろし 、編曲 高田弘）
- スターボー
  - 「テレパシーライダー」（1983年／作詞：よこすか未美、編曲：馬飼野康二）
  - 「WA・KA・RE」（1983年／作詞：よこすか未美、編曲：馬飼野康二）
- 多岐川裕美（全編曲：小笠原寛）
  - 「煙が風に」（1980年／作詞：三浦徳子）
  - 「消印はニース」（1980年／作詞：三浦徳子）
  - 「退屈な午後」（1981年／作詞：三浦徳子）
  - 「舞い落ちて」（1981年／作詞：三浦徳子）
  - 「ロンリードリーム」（1982年／作詞：多岐川裕美）
  - 「醒めたふりして…」（1982年／作詞：多岐川裕美）